# Гражданская война в Ливии
Гражданская война в Ливии — серия вооружённых конфликтов в 2010-х гг., в ходе борьбы за политическую власть в Ливии. События начались с выступлений против лидера страны Муаммара Каддафи, после свержения которого разогрелось противостояние в рядах бывшей оппозиции, одной из причин начала войны послужила Арабская весна, охватившая регион в начале 2010-х.

Конфликт охватил несколько сторон, которые воевали из-за этноплеменных, политических, идеологических и экономических разногласий. Боевые действия привели к нестабильности в стране, стали причиной десятков тысяч жертв, вызвали снижение производства в нефтедобывающей промышленности. В это время Ливия практически перестала существовать как государство.
Огромный ущерб был нанесён также соседним странам из-за мигрантов и угрозы терроризма.
Кризис указал на довольно противоречивую политику международных военных интервенций, продемонстрировав неэффективность официальной дипломатии и необходимость создания неформальных диалоговых организаций, которые бы действовали совместно с ООН. Гражданская война в Ливии стала международной проблемой и потребовала скорейшего её решения.
Можно выделить три этапа Гражданской войны:
- Первый этап — вооружённый конфликт оппозиции с правительством и сторонниками Муаммара Каддафи. При помощи иностранных интервентов произошло убийство Муаммара Каддафи и захват силами ПНС контроля над территорией Ливии.
- Во время второго этапа страна фактически распалась на ряд независимых формирований, продолжались военные столкновения между различными группировками и фракциями. Эта борьба привела к возникновению двух ливийских правительств в Триполи и Тобруке, из-за чего начался третий этап.
- Гражданская война в Ливии (2014—2020) (в англоязычных источниках также известна как «вторая гражданская война»[3][4]) — продолжение войны между несколькими сторонами, каждая из которых претендует на право называться «законным правительством». Конфликт начался 16 мая 2014 года, когда генерал-майор Ливийской национальной армии Халифа Хафтар объявил о начале широкомасштабной воздушной и наземной операции подконтрольных ему частей вооружённых сил в районе города Бенгази, описав её как «поправку на пути к революции»[5]. Военное наступление получило кодовое название — Операция «Достоинство».

12 мая 2025 года в столице Триполи вспыхнули столкновения, после убийства главы Аппарата поддержки стабильности Ливии (SSA) при президентском совете, Абделя Гани аль-Кикли.

## Предыстория
Ливия находится в Северной Африке. С севера она омывается Средиземным морем. Почти вся Ливия лежит в пустыне Сахара. Весь год над её территорией преобладают горячие и сухие воздушные массы. Страна имеет относительно небольшое количество населения и низкую его плотность. Часть страны не заселена. Основными этническими группами являются арабы, тубу, туареги и берберы. Для населения характерно сохранение (хоть и в достаточно ослабленном виде) родоплеменной организации. В Ливии выделяются три исторические области: Триполитания, Киренаика и Феццан. Между племенами этих регионов давно имеется ряд этнических, политических и экономических конфликтов.
В 1912 году после окончания Итало-турецкой войны регионы Киренаика и Триполитания были захвачены Италией. Тут было создано колониальное владение Итальянская Ливия, к которой в 1914 году был присоединён Феццан. Во время Второй Мировой войны итальянцы были вынуждены покинуть регион, и в следующие годы страна находилась под властью Великобритании. В 1951 году Ливия получила независимость, став королевством. Идрис I, единственный король независимой Ливии, находился у власти до 1969, когда во время военного переворота, возглавленного полковником Муаммаром Каддафи, он был свергнут. Став лидером страны Каддафи ликвидировал монархические институты и создал Ливийскую Арабскую Республику.